# Brachymyrmex myops
Brachymyrmex myops é uma espécie de inseto do gênero Brachymyrmex, pertencente à família Formicidae.